# William Sharp
William Sharp, född 12 september 1855 i Paisley, död 12 december 1905 i Castello di Maniaci på Sicilien, var en skotsk författare. Han förde som författare en dubbel tillvaro, i det han under sin livstid var känd endast genom en rad poetiska och kritiska skrifter, medan han från 1894 under den väl bevarade pseudonymen Fiona Macleod utgav den ena samlingen efter den andra av berättelser och skisser på poetisk prosa, i vilka han försökte förnya de gamla keltiska traditionerna. 
Under sin ungdom vistades Sharp främst i Skotska högländerna och efter studier vid Glasgows universitet begav han sig 1877 av hälsoskäl till Australien. Efter återkomsten slog han sig ned i London, där han blev god vän med Dante Gabriel Rossetti, och började lämna bidrag till åtskilliga tidningar. År 1885 anställdes han som kritiker i "Glasgow Herald". Han vistades mycket i Frankrike och Italien och genomförde långa resor i USA och Afrika. År 1894 ingick han äktenskap med sin kusin, Elisabeth Amalia Sharp, som hjälpte honom i hans litterära arbeten och medverkade vid sammanställandet av den keltiska antologin Lyra Celtica (1896). 
Sharp redigerade även serien "Canterbury Poets" och utgav andra antologier, som "Sonnets of this Century" (1886) och "American Sonnets" (1889), skrev romaner, som The Sport of Chance (1887) och The Children of Tomorrow (1889), och biografier över Rossetti (1882), Percy Bysshe Shelley (1887), Heinrich Heine (1888), Robert Browning (1890) samt Joseph Severn (1891). Han skrev även själv vers, som föreligger i samlingarna The Human Inheritance (1882), Earth's Voices (1884), Romantic Ballads and Poems of Fantasy (1886), Sospiri di Roma (1891), Flower o'the Vine (1894) och Sospiri d'Italia (1906). Den mest berömda av hans romaner är Silence Farm (1899). Andra arbeten utgivna under hans eget namn är Ecce puella (1896), Madge o' the Pool (1896), Wires in Exile (1898), The Art of the Century (1903), Literary Geography (1904) samt, postumt, Nature and Dream, Old and New Collected Literary Essays. 
Samtidigt publicerade Sharp under pseudonymen Fiona Macleod berättelser och skisser med ämnen ur keltiskt liv, bland annat Pharais, a Romance of the Isles (1894), The Mountain Lovers (1895), The Sin-Eater (1895; Syndätaren), From the Hills of Dreams (1896), The Washer of the Ford and Other Legendary Moralities (1896), Peterkin (1897). År 1897 utkom en samlad upplaga av de kortare berättelserna, inneslutande några nya under titlarna: Spiritual Tales, Barbaric Tales and Tragic Romances. Senare utkom The Dominion of Dreams (1899), The Divine Adventure (1900) och The Winged Destiny (1904) samt efter hans död Where the Forest Murmurs, From the Hills of Dream, The Immortal Hour och The House of Usna.